# Lipkuńce
Lipkuńce (biał. Ліпкунцы; ros. Липкунцы) – wieś na Białorusi, w obwodzie grodzieńskim, w rejonie werenowskim, w sielsowiecie Girki.
W dwudziestoleciu międzywojennym leżały w Polsce, w województwie nowogródzkim, w powiecie lidzkim, w gminie Raduń.
W Lipkuńcach znajduje się cmentarz, na którym pochowana jest część żołnierzy oddziału Franciszka Weramowicza „Kuny” Armii Krajowej, zamordowanych 13 marca 1945 przez NKWD w trakcie tragedii piaskowskiej, w której z rąk komunistów życie straciło blisko 40 polskich partyzantów oraz ponad 20 osób cywilnych, którzy przyjęli ich na nocleg.